# I. Vilmos angol király
I. Vilmos vagy Hódító Vilmos, Fattyú Vilmos, Normandiai Vilmos (ónormannul Williame; óangolul Willelm, 1028 körül – 1087. szeptember 9.) Anglia első normann királya 1066-tól 1087-ben bekövetkezett haláláig.
Vilmos a feleség nélküli I. Róbert normandiai herceg Herleva nevű szeretőjétől született törvénytelen – és egyetlen – fia volt. Hét- vagy nyolcéves korában apja a jeruzsálemi zarándokútja során meghalt, Vilmos pedig Normandia hercege lett, de kiskorúsága és törvénytelen mivolta miatt uralma gyenge volt, a hercegség pedig az anarchia állapotába került. Vilmos egészen nagykorúságáig a főurak közötti hatalmi játszma tárgya volt, de 1047-ben a francia király segítségével sikerült elfojtania az ellene szerveződő lázadást. A hatalom megszilárdítása így is egészen kb. 1060-ig tartott. Ebben a küzdelmében nagy segítséget jelentett számára házassága; az erős flandriai gróf lányát, Matildát vette feleségül. Miután megszilárdította helyzetét, sikerült megszereznie a szomszédos Maine grófságát is.
Vilmos nagyapja ugyanaz a II. Richárd herceg volt, mint Hitvalló Eduárd angol király anyai nagybátyja, így amikor az gyermektelenül meghalt, ő is jelentkezett Anglia koronájáért. Eduárd halála után a leghatalmasabb angolszász earlt, Harold Godwinsont koronázták meg, de Vilmoson kívül III. Harald norvég király is magát tartotta az ország jogos uralkodójának. 1066 szeptemberére Vilmos összegyűjtötte seregeit, és hatalmas flottát építtetett, amivel áthajózott a szigetországba. Harold győzelmet aratott a norvég betolakodók ellen, de a normannok ellen vívott hastingsi csatában elesett, így Vilmos maradt az egyetlen jelölt. 1066 karácsonyán Londonban Anglia királyává koronázták. Idejét megosztotta királysága és Normandia között, eközben számos felkelést vert le, amelyek után az angolszász nemesség nagy részét normannra cserélte le.
Uralkodása utolsó éveit normandiai nehézségek, idősebbik fiával, Róberttel vívott viszálya és a dán invázió veszélye fémjelezte. 1086-ban összeíratta Anglia valamennyi földbirtokát, és összeállíttatta a Domesday Bookot. Vilmos 1087 szeptemberében egy hadjárat során halt meg. Caenben temették el. Vilmos soha nem próbálta egyetlen birodalommá ötvözni két országát, amelyeket elosztott fiai között: az idősebbik Róbert örökölte Normandiát, Vilmos Rufus pedig Angliát.

## Előzmények
A vikingek a 8. század végén kezdték fosztogatni Normandia partjait, 911 után pedig, amikor Együgyű Károly francia király átengedte Rollo viking vezérnek Rouen környékét, a skandinávok megkezdtek betelepülni a régióba. Rouenből és a körülötte fekvő birtokokból alakult ki később a Normandiai Hercegség. A 10. század végén többek között Normandiából indultak azok a viking fosztogatók, akik miatt az angolszász Angol Királyság és a hercegség viszonya megromlott. A helyzetet javítandó, Tanácstalan Æthelred 1002-ben második feleségeként elvette II. Richárd normann herceg nővérét, Emmát.
A dán vikingek azonban továbbra is támadásokat intéztek az angolok ellen, és amikor 1013-ban Villásszakállú Svend dán király inváziós hadseregével partraszállt Angliában, Æthelred Richárdhoz menekült. Svend a következő évben meghalt ugyan, de helyét fia, Nagy Knut vette át, aki elűzte az 1016-ban meghalt Æthelred fiait, Eduárdot és Alfrédet; a fiúk anyját, Emmát pedig feleségül vette.
Knut 1035-ös halála után az angol korona első feleségétől származó fiára, Nyúllábú Haroldra szállt, míg Dániát Emmától született fia, Hardeknut örökölte. Alfréd 1036-ban Angliába utazott, hogy meglátogassa anyját és talán, hogy támogatottságot szerezzen a trón megszerzésére. Az Angolszász krónika azt írja, hogy Godwin wessexi gróf elfogta Alfrédot és megvakíttatta, a fogságban röviddel ezután meg is halt; mások szerint Harold király ölette meg. Emma Flandriába menekült, és csak akkor tért vissza, amikor Harold 1040-ben meghalt, és Hardeknut örökölte az angol trónt is. Eduárd (aki Hardeknut féltestvére volt) is visszatért Angliába, és Hardeknut 1042 júniusi halála után őt koronázták az ország királyává.

## Ifjúsága

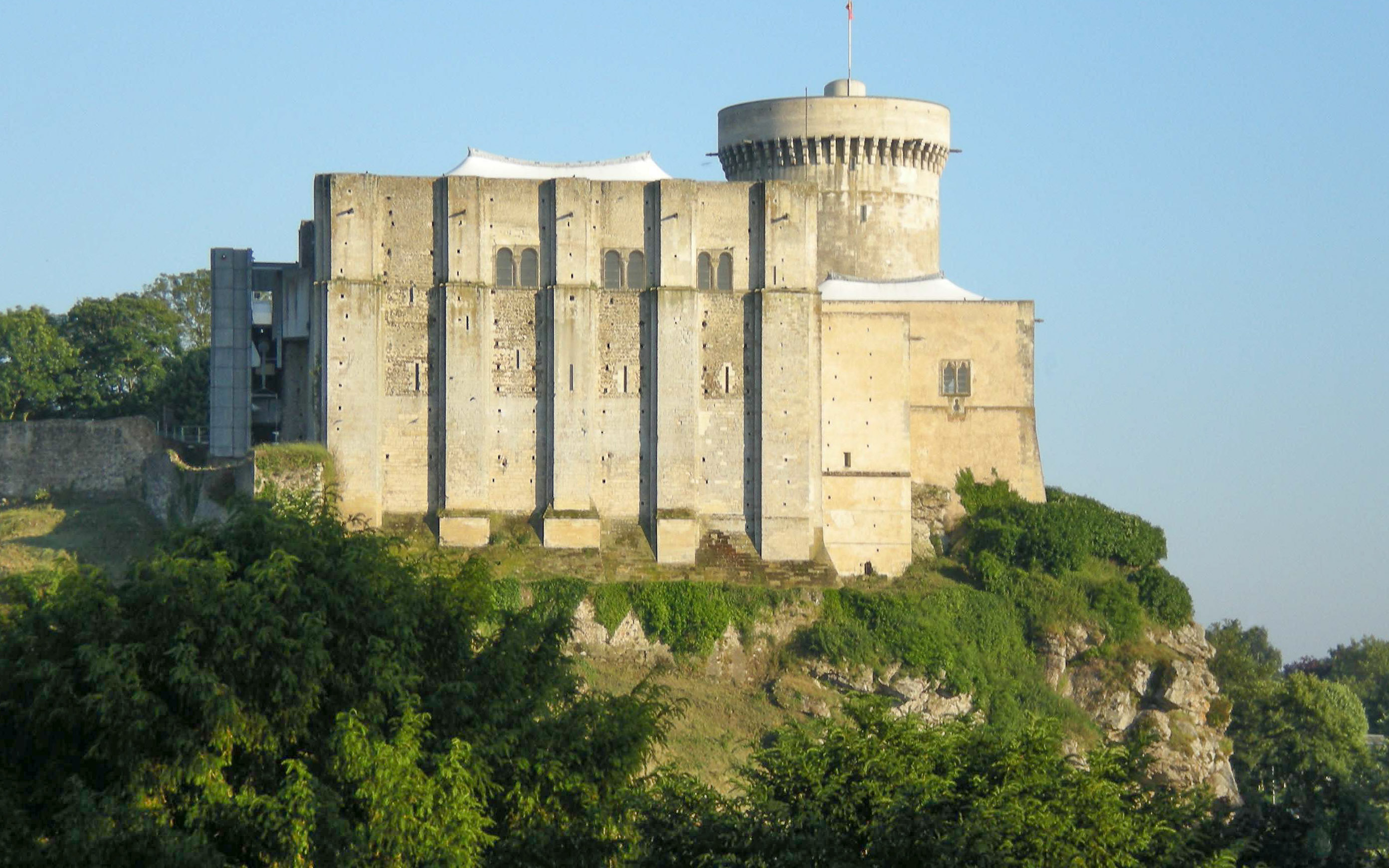
Falaise vára. A mai épület Vilmos születése után épült

Vilmos 1027-ben vagy 1028-ban (a legvalószínűbb, hogy 1028 végén) született a normandiai Falaise-ben. Vilmos I. Róbert normandiai herceg egyetlen (törvénytelen) fia volt (Róbert pedig II. Richárd herceg fia, így Emma királyné Vilmos nagyapjának testvére volt, Eduárd király pedig a másodunokabátyja). Anyja, Herleva Falaise-i Fulbert lánya volt, akinek tímár (esetleg halottbalzsamozó) volt a foglalkozása. A lány feltehetően a hercegi udvartartásban dolgozott, és a herceg szeretője lett. Később férjhez ment Herluin de Conteville-hez, akitől két másik fia (Odo de Bayeux és Robert de Mortain) és egy ismeretlen nevű lánya született. Herleva egyik fivére, Walter Vilmos pártfogója és védelmezője volt, annak kiskorúsága idején. Róbert hercegnek egy másik szeretőjétől született egy Adelaide nevű lánya is.
Róbert 1027. augusztus 6-án lett Normandia hercegévé, amikor bátyja, III. Richárd alig egyéves uralkodás után elhunyt. Róbert és a bátyja viszályban állt az örökösödés miatt, és Richárd váratlanul halt meg; emiatt egyes krónikások a testvére meggyilkolásával vádolták a herceget, ám a gyanút nem támasztja alá bizonyíték. Normandia megsínylette az erős központi hatalom hiányát, a nemesek az egyház birtokait fosztogatták, III. Alan bretagne-i herceg pedig hadat üzent, feltehetően azért, hogy elfoglalja a hercegséget. 1031-re Róbertnek sikerült maga mellé állítania a nemességet, akik közül sokan fontos szerepet játszottak Vilmos későbbi életében. A herceg továbbra is befogadta a Normandiában menedéket talált angol királyi sarjakat, Eduárdot és Alfrédot.
Egyes utalások szerint Róbert eljegyezte Nagy Knut lányát, de a házasságra nem került sor. Lehetséges, hogy akkor is Vilmos kapta volna a hercegséget, ha Róbertnek törvényes fia születik. Korábban is volt rá precedens Normandiában, hogy ágyasoktól származó fiúk örökölték a trónt. A korabeli oklevelek tanúsága szerint már kisfiúként is Vilmost tekintették Róbert legvalószínűbb örökösének. Róbert 1034-ben úgy döntött, hogy jeruzsálemi zarándokútra indul. Tanácsadói megpróbálták lebeszélni a veszélyes útról, de a herceg 1035 januárjában megeskette vazallusait, hogy hűségesek maradnak fiához, majd útnak indult. Július elején a hazafelé tartó úton Niceában meghalt.

## Normandia hercegeként

### Kezdeti nehézségek

Vilmos rokonsága. + jelekkel az őt támogatók, - jelekkel az ellenségei

Vilmos trónra lépése nem volt problémamentes, egyrészt fattyú volt, másrészt mindössze hét vagy nyolcéves. Az egyház korabeli álláspontja szerint a házasságon kívüli nemi kapcsolat bűn, ami rávetül az így fogant gyerekekre is, a nemesség egy része azonban ekkor még nem osztotta ezt a nézetet. Száz évvel később, 1135-re a helyzet megváltozott, Vilmos fiának, I. Henriknek csak törvénytelen fiai voltak, őket azonban már nem fogadták el a trón örököseként.
A kiskorú Vilmost apja nagybátyja, Róbert roueni érsek és I. Henrik francia király is támogatta, így hercegi beiktatása különösebb zökkenő nélkül megtörtént. Normandia folytatta korábbi politikáját, legalábbis erre utal, hogy továbbra is segítették a száműzött angol hercegeket, akik 1036-ban megpróbáltak visszatérni országukba. Róbert érsek azonban 1037-ben meghalt, Vilmos elveszítette egyik legfőbb támogatóját, a hercegségben pedig eluralkodott a káosz.

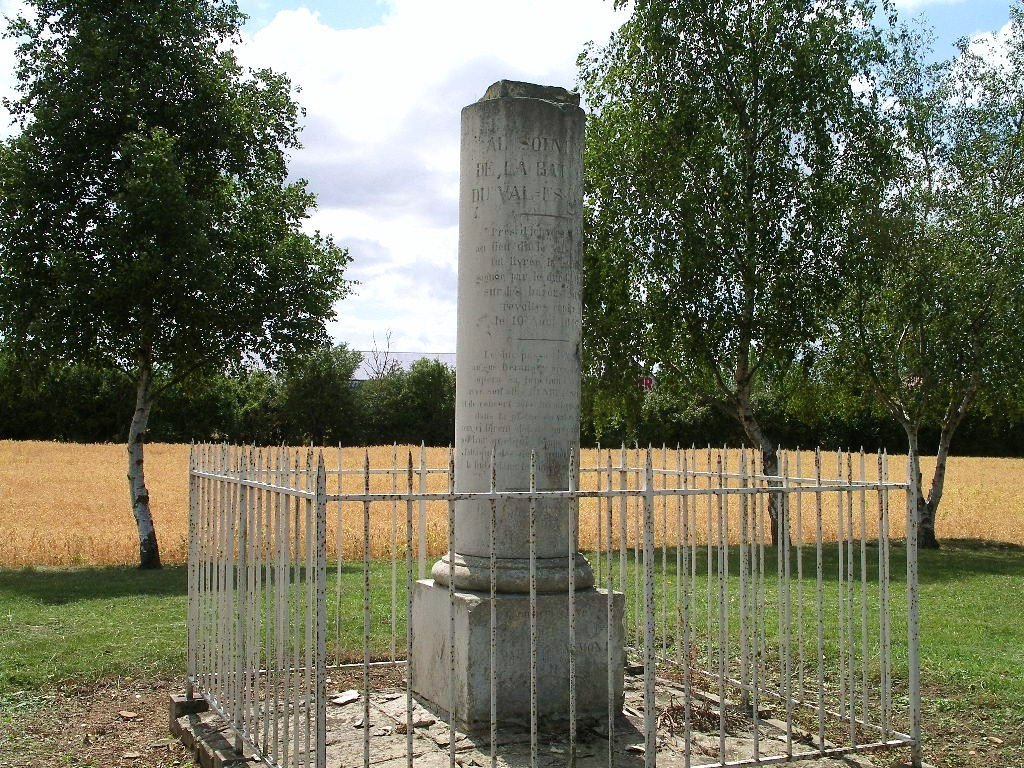
A val-ès-dunes-i csata helyszíne

Az anarchia egészen 1047-ig tartott. A hatalomra törő főurak Vilmos gyámságának megszerzésével próbáltak vetélytársaik fölé kerekedni. Először Alan bretagne-i herceg volt a gyámja, majd 1039-es (vagy 1040 októberi) halála után Gilbert de Brionne vette át a helyét. Őt néhány hónappal később meggyilkolták, és nagyjából ugyanakkor egy másik gyámját is, Turchetilt. 1040 elején Vilmos egy másik oltalmazóját, Osbernt a herceg hálószobájában ölték meg, miközben ő aludt. Egyes források szerint anyai nagybátyja, Walter időnként a parasztházakban rejtette el a fiatal Vilmost (bár lehetséges, hogy ez a történet Orderic Vitalis kitalációja). Egyes történészek szerint a herceg azzal a három unokatestvérével együtt nőtt fel, akik későbbi életében is közel álltak hozzá: William fitzOsbernnel, Roger de Beaumont-nal és Roger of Montgomeryvel. Központi hatalom híján a nemesek egymás közti háborúskodásokba bonyolódtak, de formálisan valamennyien elismerték a herceg elsőbbségét és az egyház, valamint Henrik király is Vilmos mögött állt.
1046 végén Vilmos ellenfelei, Gui de Brionne, Nigel de Cotentin és Ranulf de Bessin összeesküvést szőttek ellene. A legendás elemekben is bővelkedő történet szerint Valognesnél megpróbálták elrabolni, ő azonban a sötétség leple alatt elszökött, és Henrik királynál keresett menedéket. 1047 elején Vilmos és Henrik hadsereggel tértek vissza és Caen mellett a val-ès-dunes-i csatában legyőzték a lázadókat. A csata lefolyásáról kevés információ áll rendelkezésre, Poitiers-i Vilmos szerint a győzelem elsősorban Vilmosnak volt köszönhető, korábbi források viszont inkább Henrik és emberei szerepét hangsúlyozzák. A herceg visszatérése után kihirdette Isten fegyvernyugvását (Treuga Dei): az általánosan elterjedt háborúskodások visszafogására vasár- és ünnepnapokon megtiltotta a harcot. A val-ès-dunes-i győzelemmel megmutatta, hogy ő a hercegség ura, de ezért még évekig, legalább 1054-ig eltartott, míg valamennyi nagyobb ellenfelét le tudta szerelni, és egészen 1060-ig előfordultak kisebb válságok.

### A hatalom megszilárdítása
Vilmos első dolga az volt, hogy leszámoljon Gui de Brionne-nal, aki visszavonult Brionne várába. A herceg hosszas ostrom alá vette a várat, és Gui 1050-ben nagybátyjához, Geoffroy Martel anjoui grófhoz menekült. Vilmos ezután csatlakozott a túlságosan megerősödött Anjou ellen induló Henrik királyhoz, ez volt kettejük legutolsó ismert együttműködése. Sikerült elfoglalniuk egy erődöt, de ennél többre nem jutottak. Geoffroy Maine grófságot próbálta uralma alá hajtani, különösen miután annak ura, IV. Hugó 1051-ben meghalt. A grófság legfontosabb várai (Bellême, Alençon és Domfront) a Bellême-család kezén voltak, a helyzetet azonban összezavarta, hogy Bellême várának a király, Domfrontnak Geoffrey Martel, Alençonnak pedig Vilmos volt a hűbérura. A Bellême-família ügyesen kijátszotta egymás ellen a három főurat, és gyakorlatilag függetlenül igazgatták birtokaikat.

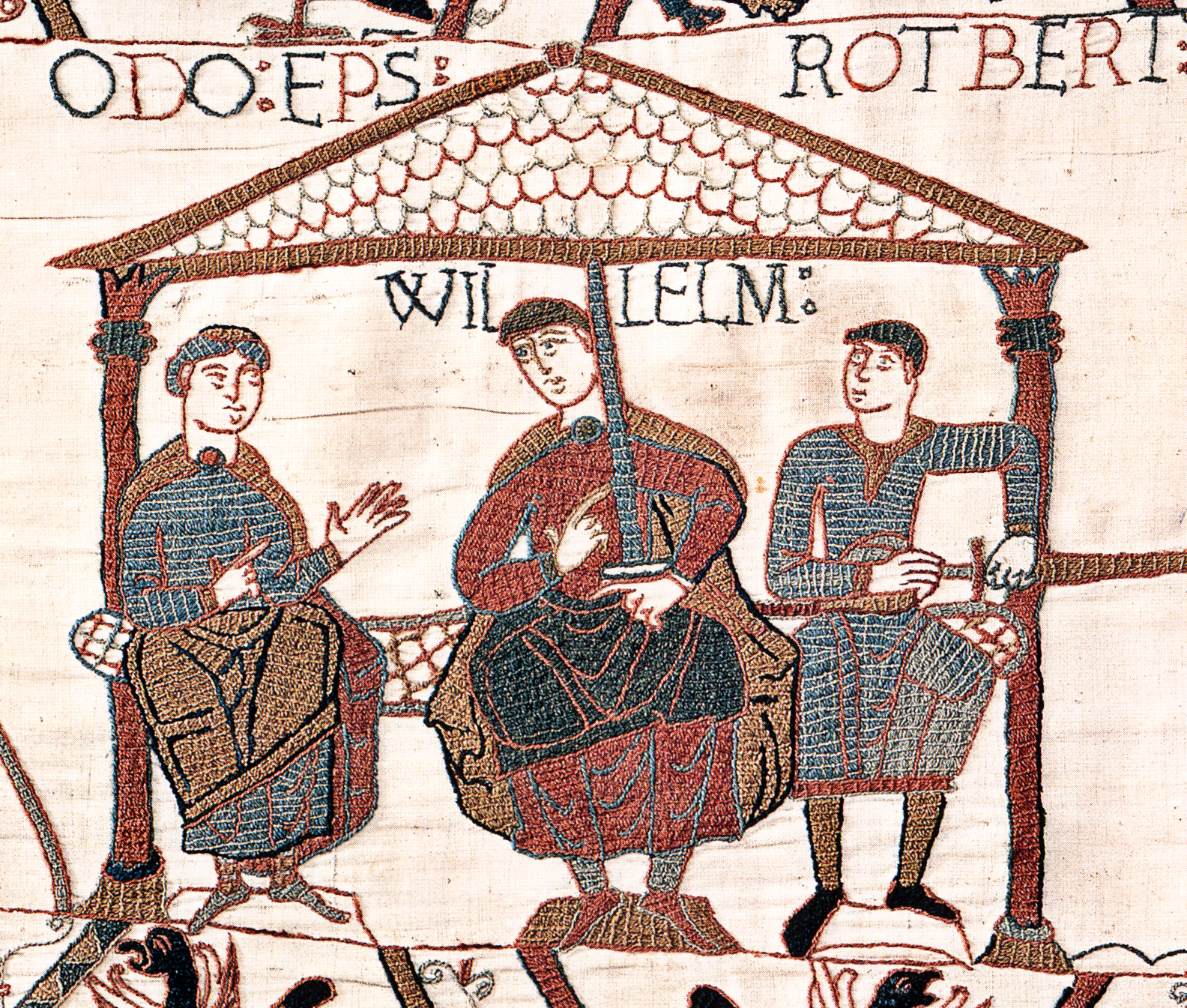
Vilmos és féltestvérei: Odo de Bayeux (balra) és Mortaini Róbert (jobbra) (bayeux-i kárpit)

Maine-i Hugó halála után Geoffroy megszállta a grófságot, mire Vilmos és a király összefogtak ellene. A normandiai hercegnek sikerült a maga számára biztosítania Alençont és Domfortot; így a Bellême-család kénytelen volt az ő érdekei szerint cselekedni. Henrik király erre úgy vélte, hogy a normandiai herceg túlságosan megerősödött, és fordítva a köpönyegén, Geoffroy-jal kötött szövetséget Vilmos ellen, akinek saját elégedetlenkedő vazallusaival is szembe kellett néznie. 1053-ban Vilmos több kisebb csatározásban vett részt saját nemesei és a roueni érsek ellen, a következő év februárjában pedig a király és a normandiai lázadók kétfelől indítottak támadást a hercegség ellen. Az Évreux felől érkező fősereget maga Henrik vezette, míg a Kelet-Normandiát megszálló felkelők vezetését öccsére, Odóra bízta.
Vilmos két részre osztotta a seregeit. Az elsőnek maga állt az élére és a király ellen vonult vele; a másodikba kipróbált híveit (Robert eu-i gróf, Walter Giffard, Roger de Mortemer, William de Warenne) osztotta és a másik ellenséges had ellen küldte. Vilmos a Szajnától nyugatra szállt sikeresen szembe a betolakodókkal, második hadserege pedig a mortemeri csatában győzedelmeskedett. Az invázió elhárítása lehetővé tette, hogy egyházi támogatói leváltsák ellenségét, Mauger roueni érseket. A konfliktus a királlyal és az anjoui herceggel egészen 1060-ig elhúzódott; Henrik és Geoffroy 1057-ben újabb támadást indítottak Normandia ellen, de Vilmos a varaville-i csatában megfutamította őket. 1060-ban mind a király, mind Anjou hercege meghaltak, Vilmos normandiai hatalma pedig biztosítottnak volt tekinthető.
Helyzetét tovább szilárdította házassága Balduin flandriai gróf lányával, Matildával. Az eljegyzést még 1049-ben bejelentették, de IX. Leó pápa valamiért megtiltotta a házasságot (Orderic Vitalis szerint túl közeli rokonok voltak, de részletekkel ő sem szolgál). Valamikor az 1050-es évek elején mégis sor került az esküvőre, mert egy 1053 végi oklevél már Vilmos feleségeként említi Matildát. A pápa feltehetőleg két kolostor alapítása fejében hagyta mégis jóvá a házasságot. Flandria Franciaország egyik leggazdagabb és legbefolyásosabb grófsága volt, ura mind a francia királlyal, mind a német császárral rokonságban volt, így a házasság jelentős mértékben megerősítette Vilmos helyzetét. Vilmosnak és Matildának négy fia és öt vagy hat lánya született.

### Megjelenése és jelleme

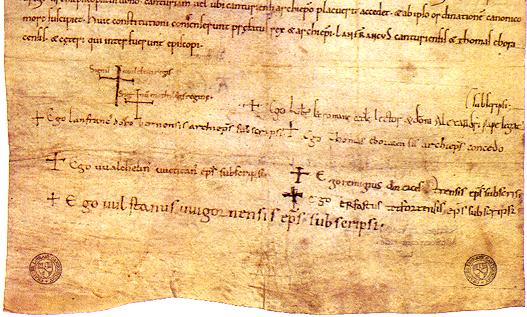
Vilmos és felesége aláírásai (a két nagy kereszt) az 1072-es winchesteri oklevelen

Vilmosról nem maradt fenn hiteles portré. A bayeux-i kárpiton, pénzein és pecsétjein megtalálható arcképe, de ezek nem többek, mint a korabeli uralkodók hagyományos reprezentációs ábrázolásai. Írott források tanúsága szerint testes, robusztus alkata volt és torokhangon beszélt. Öregkoráig jó egészségnek örvendett, idősen azonban meglehetősen meghízott. Képes volt olyan íjakat megfeszíteni, amiket sok embere nem, és igen kitartónak írják le. Anjoui Geoffroy páratlan harcosként és lovasként ír róla. Csontvázából csak a combcsont maradt fenn, ennek vizsgálata szerint 178 cm magas lehetett, vagyis a korabeli átlagnál lényegesen magasabb.
Tudjuk, hogy az 1030-as és 1040-es években két tanítója is volt, de nem ismert, hogy mennyire volt írástudó. Támogatta az írókat, és arra is van némi bizonyíték, hogy az egyéb tudományokat is. Orderic Vitalis szerint idős korában megpróbált megtanulni óangolul olvasni, de nem volt rá elég ideje, és feladta a próbálkozást. Vilmos elsődleges szórakozása a vadászat volt. Feleségét szerette, és nincs jele, hogy hűtlen lett volna hozzá (amivel a középkori uralkodók között a kisebbséghez tartozik). A középkori krónikások felrótták neki kapzsiságát és kegyetlenségét, de minden korabeli szerző egyetért abban, hogy istenfélő ember volt.

### Normandia kormányzása
Vilmos a korábbi hercegekhez hasonlóan kormányzott. Munkáját az udvarhoz tartozó tárnokmesterek, asztalnokok, hadvezérek segítették. A herceg folyamatosan járta Normandiát, megerősítette az okleveleket, és beszedte a járandóságait. Jövedelmének zöme személyes birtokaiból származott, ehhez járult némi vám és adó.
Vilmos jó kapcsolatokat ápolt az egyházzal. Rendszeresen részt vett az egyházi tanácsüléseken, beleszólt a normandiai püspökség betöltésébe, és támogatta Maurilius roueni érsek kinevezését. 1049–1050 körül féltestvérét, Odót Bayeux püspökévé nevezték ki. Gyakran kérte ki egyházi személyek tanácsát, egyik közeli tanácsadója az itáliai szerzetes, Lanfranc volt, aki az 1040-es évektől tartozott belső köreibe. Bőkezűen adakozott, 1035 és 1066 között a normandiai főnemesség legalább húsz kolostort alapított, köztük Vilmos kettőt Caen-ban.

## Az angol helyzet

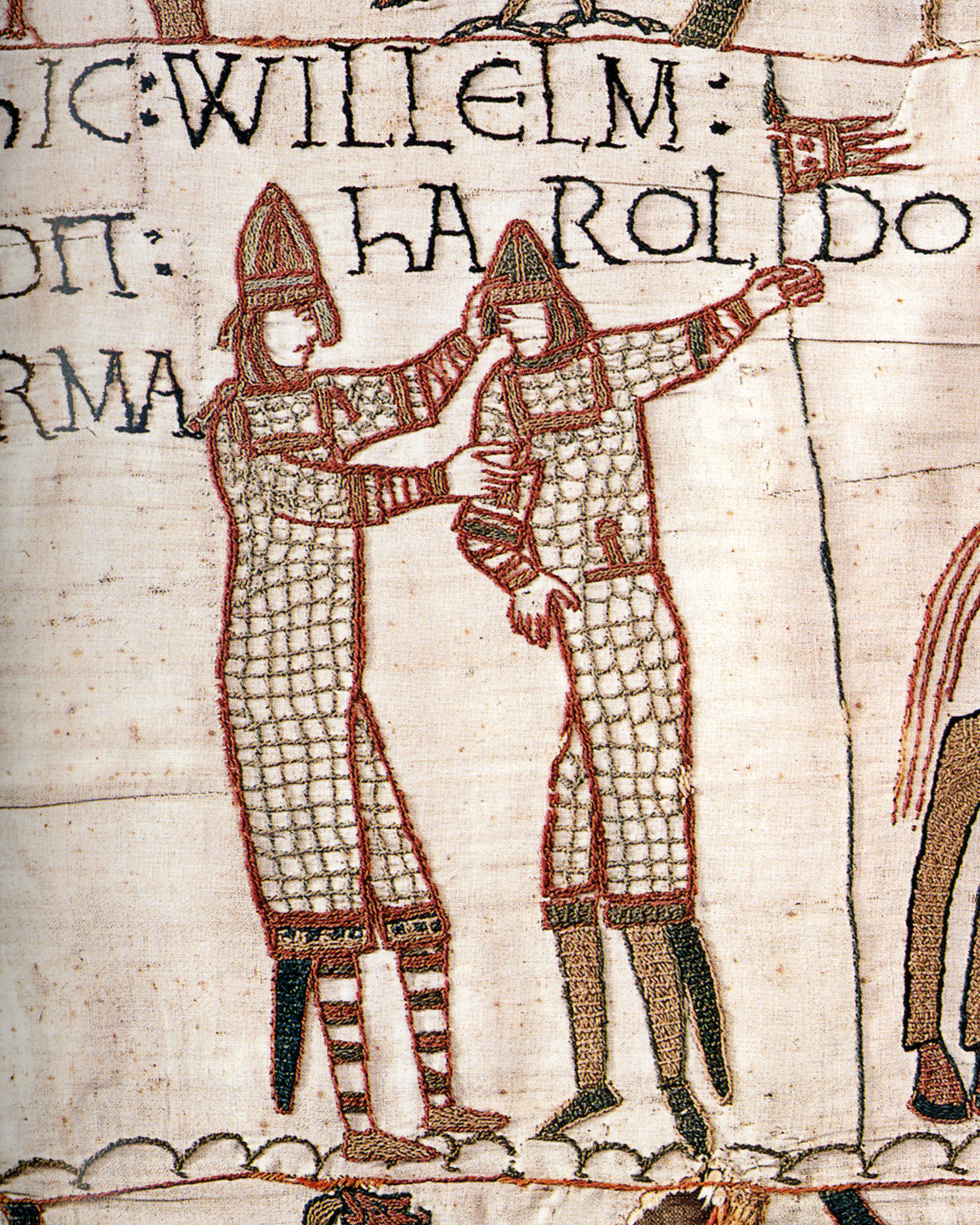
Vilmos fegyverekkel segíti Haroldot 1064-ben (bayeux-i kárpit)

1051-ben a gyermektelen Hitvalló Eduárd angol király a jelek szerint Vilmost nevezte meg utódjaként. Eduárd anyai nagybátyja II. Richárd normandiai herceg – Vilmos nagyapja – volt. Az Angolszász krónika "D" kézirata szerint 1051 végén Vilmos Angliába látogatott, feltehetően az örökösödés elismerése miatt, vagy segítséget kért normandiai gondjai miatt. Tekintve, hogy ekkor éppen Anjou hercegével háborúzott, kétséges, hogy tényleg elutazott-e. Bármi is volt Eduárd akarata, várható volt, hogy Wessex earlje (grófja), Godwin szintén trónkövetelőként lép fel. Godwin az egyik leghatalmasabb főúr volt Angliában, Eduárd az ő lányát vette feleségül 1043-ban, és ő volt a király uralmának egyik fő támasza. 1050-re azonban az earl és a király viszonya megromlott, és a helyzet a következő évre odáig fajult, hogy Godwint és családját száműzték Angliából. Eduárd ekkor ajánlotta fel a koronát Vilmosnak. 1052-ben Godwin fegyveres kísérettel tért vissza a száműzetésből, de sikerült kiegyeznie a királlyal, és visszakapta minden birtokát. A megegyezés részeként Eduárd elbocsátotta a canterburyi érseket, a normann származású Robert de Jumiègest, és helyette az angolszász winchesteri püspököt, Stigandot nevezte ki.
1062-ben meghalt II. Herbert, Maine grófja, és Vilmos, akinek idősebb, Róbert fia eljegyezte a gróf húgát bejelentette, hogy a grófságot fia örökli. A helyi nemesség ellenállt, mire Vilmos bevonult a seregével, és 1064-re biztosította fia helyzetét. Normandia déli határait így sikerült biztosítania, de délnyugaton a bretagne-i helyzet feszült volt. Vilmos 1064-ben hadjáratot indított Bretagne-ba, melynek részletei nem ismertek, de így annak hercege, II. Conan lemondott a terjeszkedésről, 1066-ban pedig meg is halt. Vilmos beavatkozása meghozta neki néhány breton nemes támogatását is, akik részt vettek 1066-os angliai inváziójában.
Eközben Angliában Godwin 1053-ban meghalt, de fiai uralták az ország belső ügyeit: legidősebb, élő fia, Harold örökölte Wessexet, Tostig Northumbria, Gyrth Kelet-Anglia (1057-ben), Leofwine pedig Kent (1055 után) earlje lett. Egyes források azt állítják, hogy Harold részt vett Vilmos 1064-es breton hadjáratában, és megesküdött neki, hogy támogatni fogja angol trónigényét. Angolszász szerzők azonban egyáltalán nem említik ezt az útját, így lehet hogy csak a normannok próbálták utólag esküszegőnek beállítani Haroldot. Időközben újabb trónörökösjelölt jelent meg a színen, Eduárd király hazahívta a Magyarországon élő Száműzött Eduárdot, az 1016-ban meghalt Vasbordájú Edmund király fiát, aki családjával (hatéves fiával Edgarral és lányaival, Margittal és Krisztinával) 1057-ben érkezett Angliába; Száműzött Eduárd röviddel ezután meg is halt.
1065-ben Northumbria fellázadt Tostig ellen, és a lázadók Edwin merciai earl öccsét, Morcart választották meg grófnak. Harold érdekes módon nem fivérét, hanem Morcart részesítette előnyben, talán azért, hogy megszerezze támogatásukat a trón örökösödésében. Tostig családjával együtt apósa (IV. Balduin) rokonságához menekült Flandriába.
A betegeskedő Eduárd király 1066. január 5-én meghalt. Életrajza, a Vita Ædwardi Regis szerint halálos ágyán Haroldot jelölte meg utódaként; ezt a normann források sem vitatják, de szerintük Eduárd korábbi Vilmosnak tett ígéretét és Harold esküjét nem írhatta felül a halálos ágyán tett óhajjal.

## Anglia inváziója

### Harold előkészületei

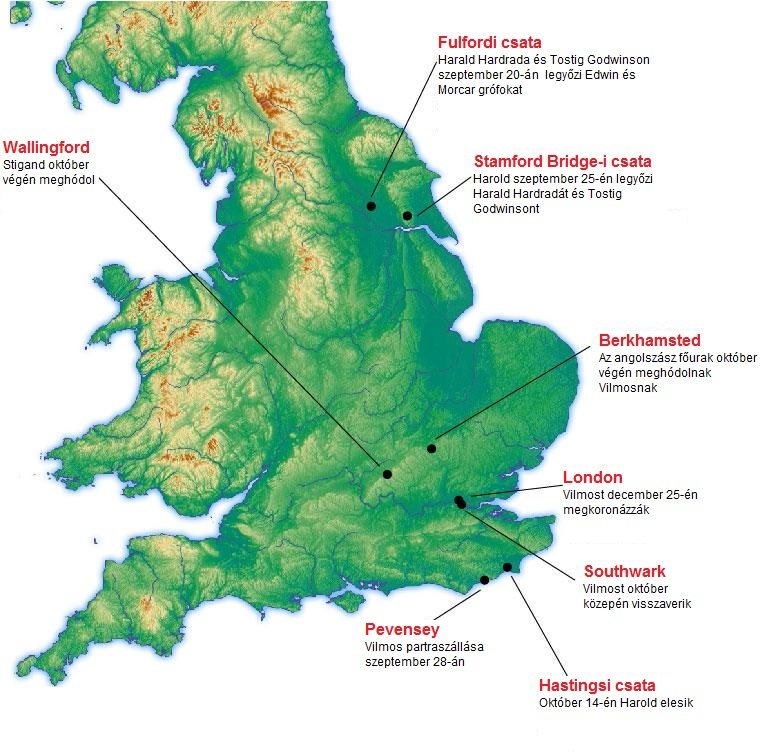
Az 1066-os év angliai eseményeinek helyszínei

Haroldot egy nappal Eduárd halála után, 1066. január 6-án királlyá koronázták a nem sokkal korábban, normann stílusban épült westminsteri apátságban. Az angolszász források szerint a koronázást Ealdred yorki érsek végezte, míg a normannok azt írják, hogy Stigand (akit a pápa nem erősített meg a helyén) volt a koronázó. Az angol trónra azonban többen is pályáztak, Vilmoson és a 14 éves Edgaron kívül Harald Hardrada norvég király is bejelentette igényét. Harald azért gondolta jogosultnak magát, mert 1040 körül Hardeknut angol és I. Magnus norvég király megegyeztek, hogy ha nem születik fiuk, egymást teszik meg örökösüknek; Harald pedig Magnus nagybátyja és utódja volt a norvég trónon. Harold száműzött öccsének, Tostignak is voltak uralkodói ambíciói. Harold Godwinson Vilmost tartotta a legveszélyesebbnek, és ellene készült fel leginkább.
1066 májusában Tostig puhatolódzó támadásokat kezdett intézni Dél-Anglia ellen, és az apósa által biztosított flotta segítségével partra szállt Wight szigetén. A helyi lakosság nem támogatta, és miután Lincolnshire-ben és a Humber környékén sem járt több sikerrel, északabbra, Skóciába húzódott. A normann Jumièges-i Vilmos szerint Vilmos herceg követséget küldött Haroldhoz, hogy emlékeztesse esküjére, de a követség tényét más forrás nem támasztja alá. Harold a La Manche-csatorna mentén elkezdte összegyűjteni flottáját és seregeit, hogy visszaverhesse Vilmos esetleges támadását.

### Vilmos előkészületei

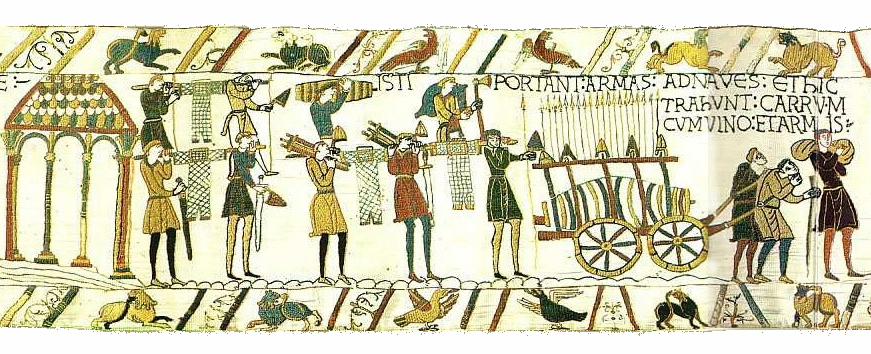
Normann előkészületek az angliai invázióhoz (bayeux-i kárpit)

Poitiers-i Vilmos normann krónikás leírja, hogy Vilmos herceg nagytanácsot tartott, amelyen vazallusaival megvitatta Anglia inváziójának tervét, és nagy vita bontakozott ki az akció veszélyeiről. Hasonló tanácskozásra valószínűleg tényleg sor került, de vitára feltehetően nem, mert Vilmos ekkorra már szilárdan tartotta a gyeplőt Normandiában, a nemesei pedig örültek a hódítás és zsákmányolás lehetőségének. Ugyanebben a krónikában megemlítik, hogy II. Sándor pápa áldását adta az invázióra, és pápai lobogót küldött a hercegnek; valamint hogy IV. Henrik német-római császár és II. Svend dán király is támogatta őt. Azonban Henrik ekkor még kiskorú volt, Svend pedig inkább Haroldot támogathatta, aki segíthetett neki közös ellenségük, a norvég király ellenében. Sándor pápa utólag jóváhagyta Anglia meghódítását, de más forrás nem támasztja alá, hogy előzetesen áldását adta volna rá (a bayeux-i kárpiton talán látható egy pápai zászló, de nincs megnevezve). A hadművelet idejére Vilmos, feleségének adta át Normandia kormányzását.
A nyár során Vilmos összegyűjtötte katonáit és hajóit. Jumièges-i Vilmos szerint háromezer hajója volt, ami nyilvánvaló túlzás, de kétségtelenül nagy flottát gyűjtött, amelynek nagyobbik hányadát akkor építették. Poitiers-i Vilmos szerint a hajókat a Dives folyó torkolatában építették, Jumièges-i Vilmos viszont azt állítja, hogy Saint-Valery-sur-Somme-nál, abban viszont egyetértenek, hogy az invázió kezdetekor Valery-sur-Somme-ból futottak ki. A hajók Vilmos és vazallusainak normandiai és maine-i katonáin kívül nagyszámú zsoldost és bretagne-i, flandriai és más északkelet-franciaországi önkéntest és szerencsevadászt hordoztak. A flotta és a sereg augusztus elejére készen állt, a rossz időjárás miatt az invázió csak szeptember végén indulhatott. Lehetséges, hogy Vilmos azért is késlekedett, mert kémeitől tudta, hogy Harold felkészülten várja a csatorna túloldalán, és inkább várt addig, amíg ellenállás nélkül szállhat partra. Harold egész nyáron fegyverben tartotta katonáit, de a betakarítás miatt szeptember 8-án hazaengedte őket.

### Tostig és a norvég invázió

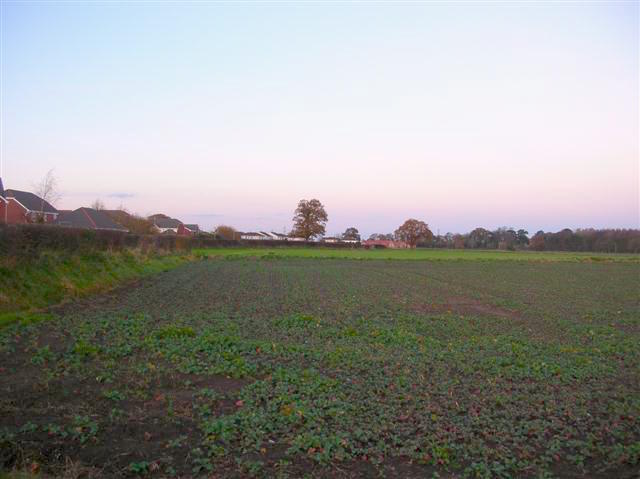
A Stamford Bridge-i csata helyszíne

1066 szeptemberében Tostig és Harald Hardrada partra szállt Northumbriában, és York mellett a fulfordi csatában legyőzték a helyi erőket. Amint ennek híre eljutott Haroldhoz, a király azonnal északnak indult a seregeivel, és szeptember 25-én a Stamford Bridge-i csatában legyőzte a támadókat. Az ütközetben maga Harald király és Tostig is elesett. A normann flotta két nappal később bontott vitorlát, és szeptember 28-án a Pevensey-öbölben értek partot Angliában. Vilmos ezután néhány kilométerre keletre, Hastingsban épített egy erődítményt, ahonnan irányíthatta a hadműveleteket. Fosztogató csapatokat küldött ki a környékre, és várta Harold Godwinson érkezését, de eközben nem mozdult el a tengerparttól, ahol információkat és utánpótlást kaphatott Normandiából.

### A hastingsi csata
A norvégok és Tostig legyőzése után Harold serege nagy részét hátrahagyva délre sietett, hogy szembenézzen a normann invázióval. Londonban egy hétre megállt, vagyis a 320 km-es utat kb. egy hét alatt, naponta átlagosan 43 km-t haladva tette meg. Harold feltehetően azért sietett, hogy meglepje a normannokat, de Vilmost kémei időben figyelmeztették. A csata előtti eseményeket az írott források egymásnak ellentmondóan adják meg, de abban egyetértenek, hogy Vilmos kivonult az erődítményéből, és megindult a közelgő angolszászok felé. Harold védekező helyzetet vett fel a Senlac Hill tetején (ma itt található Battle kisváros), amely kb. 10 km-re fekszik Vilmos hastingsi erődjétől.

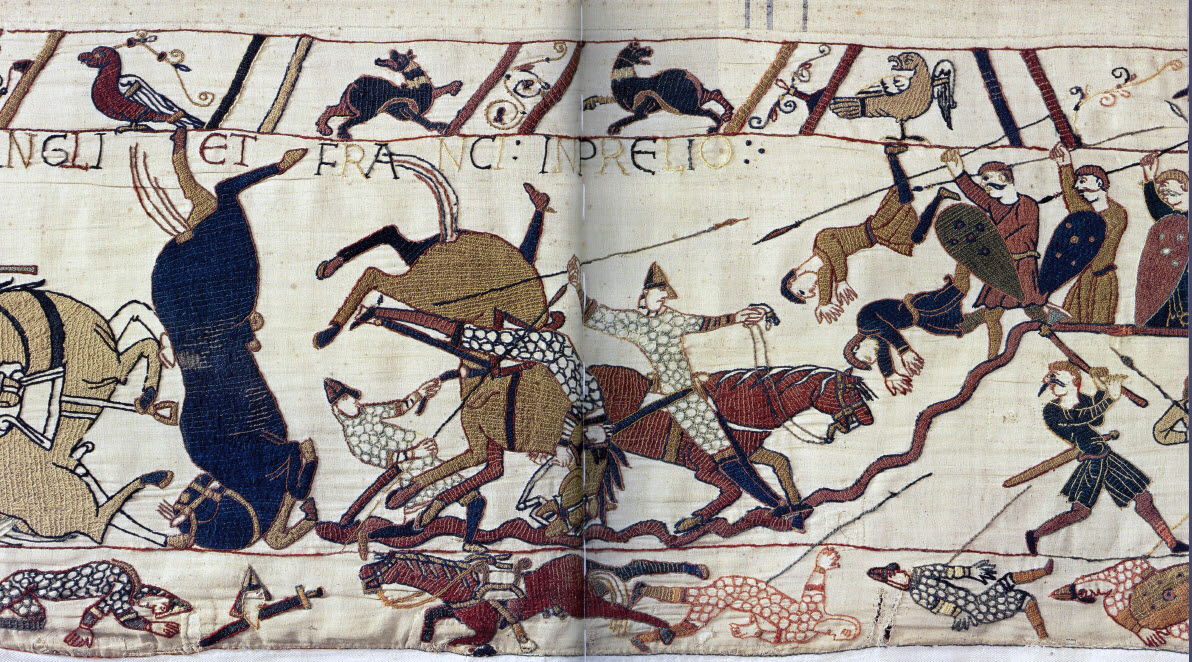
Jelenet a hastingsi csatából

A csata 1066. október 14-ének reggelén 9 óra körül kezdődött, és egész nap tartott. Lefolyásáról a források nagyjából egyetértenek, de az egyes részletekben ellentmondásosak. A két oldal harcosainak száma nagyjából egyenlő volt, de míg Vilmosnak lovasok és íjászok is a rendelkezésére álltak, Harold seregének zömét gyalogosok tették ki, esetleg néhány íjásszal kiegészítve. Az angolok pajzsfalat alkottak a dombtetőn, ami először olyan hatékonynak bizonyult, hogy a normann sereg súlyos veszteségek után visszavonult. A bretonok egy része pánikba esett, és elmenekült; néhány angol üldözőbe vette a menekülőket, mire a normann lovasság legázolta őket. A bretonok futása alatt elterjedt a hír a normannok között, hogy Vilmos elesett, de a hercegnek sikerült újból harcrendbe állítani katonáit. Ezután a normannok kétszer is tettetett megfutamodással próbálták kicsalogatni az angolokat a csatarendjükből, hogy a fellazult vonalakat lovasságuk lerohanhassa. A délután eseményei eléggé zavarosak, de a jelek szerint a csatát Harold halála döntötte el. Jumièges-i Vilmos azt írja, hogy a királyt maga Vilmos herceg ölte meg, míg a bayeux-i kárpit ábrázolása szerint nyíl fúródott a szemébe. Nem lehetetlen, hogy a kárpitot utólag módosították, hogy megfeleljen a 12. században elterjedt történetnek Harold nyíl általi haláláról.
Harold testét másnap találták meg a csatamezőn. Az angolok – köztük Harold testvérei és testőrsége – holttesteit otthagyták a helyszínen. Harold anyja, Gytha felajánlotta Vilmosnak, hogy annyi aranyat ad neki a fia teteméért, mint amennyi a súlya, de Vilmos ezt visszautasította (legalábbis Poitiers-i Vilmos szerint, míg Malmesburyi Vilmos azt állítja, hogy elfogadta az ajánlatot). A herceg megparancsolta, hogy ellenfele testét dobják a tengerbe. A Harold által alapított walthami apátság később azt állította, hogy a királyt titokban náluk temették el.

### Bevonulás Londonba
Ha Vilmos abban reménykedett, hogy győzelme után az angolok megadják magukat, csalódnia kellett. A főurak és főpapok egy része Edgart akarta királlyá koronázni. A herceg rövid várakozás után megszállta Dovert, Kent egy részét és Canterburyt, és elküldött egy csapatot Winchester elfoglalására is, mert itt őrizték a királyság kincstárát. Ezzel bebiztosította a hátát és a visszavonulási útvonalát is, ha valami balul ütött volna ki. Ezután Londonba indult, amit november végén ért el. Londonból dél és nyugat felé küldte csapatait. December elején elérte az oxfordshire-i Wallingfordot, ahol Stigand érsek behódolt neki. A közeli Berkhamstedben megadta magát Edgar, a yorki érsek, és az ellenállás többi vezéralakja. Vilmos ezután katonákat küldött Londonba, hogy építsenek egy erődöt. Karácsony napján a westminsteri apátságban királlyá koronázták.

## Konszolidáció

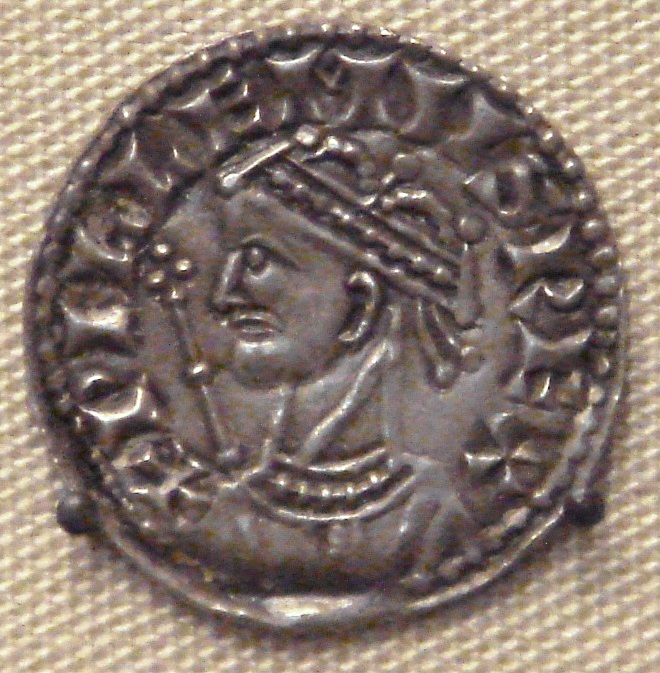
Vilmos angliai pénze

Vilmos a koronázás után Angliában maradt, és megpróbált kiegyezni a helyi arisztokráciával. Megerősítette helyén a neki meghódolt Edwin merciai, Morcar northumbriai és Waltheof northamptoni grófokat. Waltheof feleségül vette Vilmos unokahúgát, Judithot, aki Adelaide lánya volt. Történtek előkészületek Edwin és Vilmos egyik lánya közötti házasságra is; Edgar pedig birtokadományban részesült. A püspökségek élén sem történtek változások, még Stigand is a helyén maradhatott. Harold és rokonsága birtokait azonban elkobozták, és így járt néhány olyan család is, akik Hastingsnál Vilmos ellen harcoltak. Márciusra Vilmos elég biztosnak érezte a helyzetet ahhoz, hogy visszatérjen Normandiába, de a grófokat, Edgart és a canterburyi érseket magával vitte. Távollétében Angliát féltestvérére, Odo bayeux-i püspökre bízta, akit Vilmos korábbi gyámjának fia, William fitzOsbern segített. Mindkettő kapott egy-egy grófságot, fitzOsbern Herefordot (vagy Wessexet), Odo pedig Kentet. Vilmos Normandiában Rouenbe és a fecampi apátságba ment, részt vett az újonnan épített templomok és két kolostor felszentelésén.
Míg a király Normandiában időzött, korábbi szövetségese, Eustace boulogne-i gróf megpróbálta erővel elfoglalni Dovert, de visszaverték. Megindult a szórványos angol ellenállás; Herefordot Erdei Eadric támadta meg, Exeterben pedig Harold anyja, Gytha szervezésében felkelések kezdődtek. FitzOsbern és Odo egyre nehezebben boldogultak, és várépítési programba kezdtek, hogy azokból vonják ellenőrzésük alá a régiókat. Vilmos 1067 decemberében tért vissza Angliába, és azonnal ostrom alá vette Exetert. A város 18 nap után elesett, utána pedig a király építtetett oda egy várat. Eközben Harold fiai Írországból indulva Délnyugat-Angliát támadták, de Bristolban partra szálló csapataikat az angolszász Eadnoth visszaverte. 1068 húsvétján Vilmos már Winchesterben, a régi angolszász királyság fővárosában volt, és hamarosan csatlakozott hozzá felesége, Matilda, akit májusban királynévá koronáztak.

### Az angol ellenállás

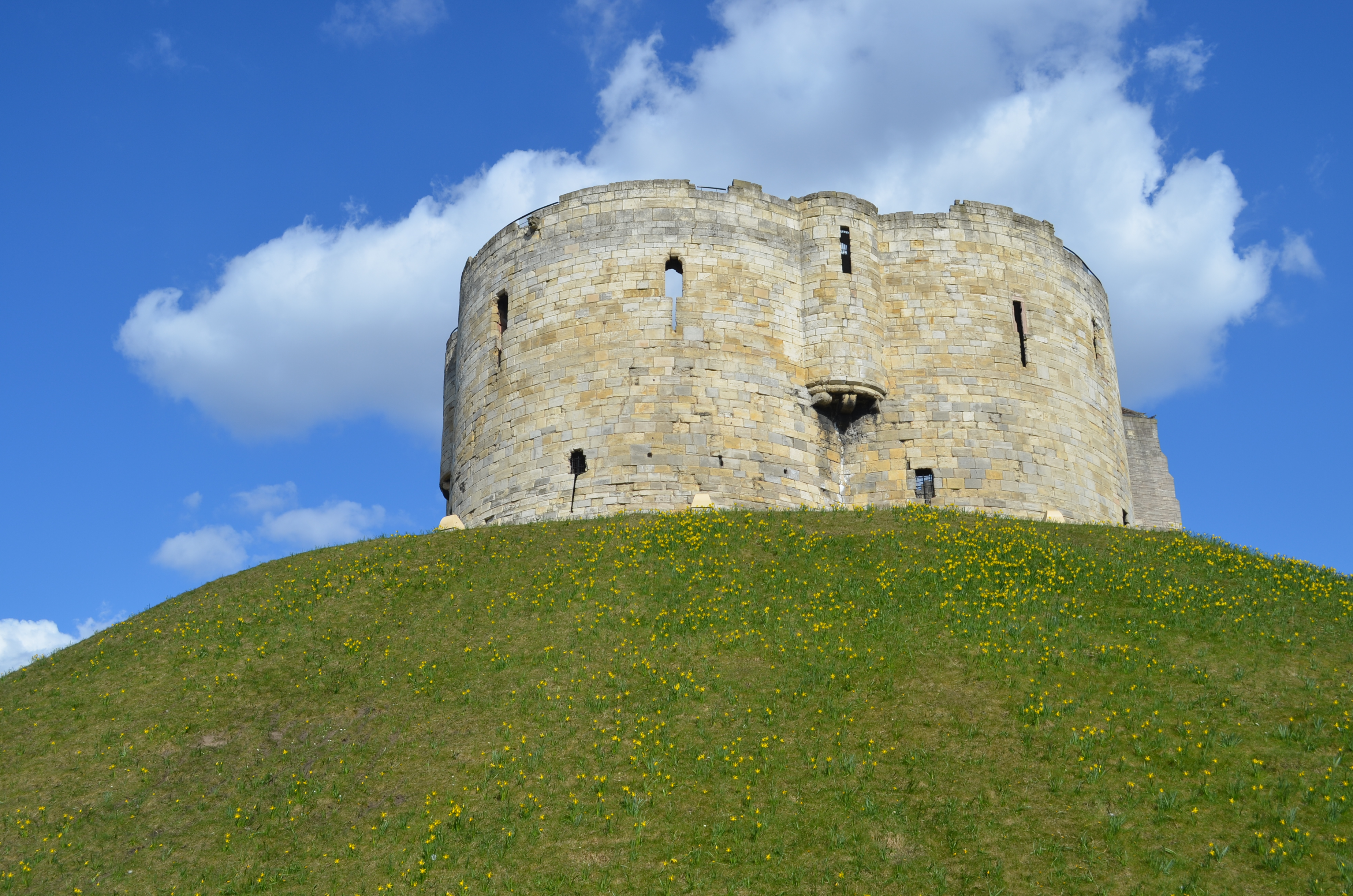
A yorki vár normann építésű Clifford-tornya

1068-ban Edwin, Morcar és a northumbriai Gospatric fellázadt. Orderic Vitalis állítása szerint Edwin azért volt elégedetlen, mert a Vilmos lányával kötendő házasságára nem került sor, de feltehetően aggasztotta William fitzOsbern növekvő hatalma a szomszédos Herefordshireben is. A király átvonult Edwin grófságán és várat épített Warwickban. Edwin és Morcar meghódolt, Vilmos pedig folytatta útját Yorkba, kiadta a parancsot a yorki és nottinghami várak felépítésére, majd dél felé indult. Útközben elkezdte a lincolni, huntingdoni és cambridge-i várak építését. Az új erődítményeket kipróbált normann híveire - pl. Nottinghamet William Peverelre, Warwicket Henry de Beaumont-ra - bízta, majd 1068 végén ismét Normandiába utazott.
1069 elején Edgar lázadt fel, és megtámadta Yorkot. Vilmos Yorkba vonult, és újabb erődöt emeltetett, Edgar azonban szabad maradt, és az év őszén Svend dán királyhoz menekült. A dán király a segítségére sietett, és egy nagy flottával Angliába hajóztak, ahol elfoglalták Yorkot, és ostrom alá vették Exetert és Shrewsburyt. Edgart, hívei királlyá kiáltották ki, Vilmos azonban gyorsan reagált a veszélyre, még a Maine-ben fellángoló lázadással sem törődött. Vilmos koronával a fején vonult be a romos Yorkba 1069 karácsonyán. Lefizette a dánokat, és elpusztította Edgar helyi támogatóinak birtokait. A szövetségeseit elveszítő Edgar Skóciába menekült, ahol III. Malcolm király a sógora volt. A felkeléshez csatlakozó Waltheof és Gospatric meghódoltak, és mindketten megtarthatták földjeiket. Vilmos a tél folyamán a Penninekhez vonult, és Shrewsburynál legyőzte a lázadók maradékát, és Chesterben és Staffordban várat épített. A sok gyújtogatással, pusztítással járó hadjárat – amelyet az angol történetírás „Észak feldúlásaként” (Harrying of the North) ismer – 1070 áprilisára véget ért, és Vilmos ismét Winchesterben ünnepelte a húsvétot.

### Egyházi ügyek
Vilmos Winchesterben találkozott három pápai legátussal (Johannes Minutusszal, Péterrel és Sioni Ermenfriddel), akik Sándor pápa nevében a húsvéti ünnepség során megkoronázták. A történészek véleménye szerint ezzel az utólagos koronázással a pápa jóváhagyta Anglia meghódítását. A király és a legátusok ezután egy sor tanácskozás után átszervezték az angol egyházat. Stigandot és testvérét, elmhami Æthelmært elmozdították püspökségük éléről, és lemondattak néhány angolszász apátot is. A canterburyi érsekség élére Lanfrancot, a yorkiéra pedig Bayeux-i Tamást állították. Lehetséges, hogy Bayeux-i Odo, Vilmos féltestvére arra számított, hogy ő lesz Canterbury érseke, de korábbi kellemetlen tapasztalatai alapján Vilmos nem akart közeli családtag kezébe túl nagy hatalmat adni (fiatal korában sok gondja volt Mauger nagybátyja ambíciói miatt). A lemondatott püspökök és apátok helyére normann papokat állítottak; a végére mindössze két angolszász püspök maradt az országban. A király 1070-ben a hastingsi csata helyszínén a halottak emlékére, és irántuk való vezeklésül megalapította a battlei apátságot.

## Angliai és külhoni gondok

### Dán fosztogatók, északi lázadások
Bár Svend király ígéretet tett arra, hogy békén hagyja Angliát, 1070 nyarán mégis végigfosztogatta a Humber környékét, majd Kelet-Angliában csatlakozott egy helyi angolszász főúr, Hereward, akinek katonái kifosztották a peterboroughi kolostort. Vilmosnak még 1070-ben sikerült elérnie, hogy Svend visszatérjen Dániába, így visszautazhatott Franciaországba, ahol Maine-ben fellázadt Le Mans városa. 1070 júliusában újabb gondok jelentkeztek, amikor meghalt VI. Balduin flandriai gróf, és kiskorú fiai (Arnulf és Balduin) nevében az özvegy Richilde grófné kormányzott. Balduin öccse, Róbert azonban magának követelte a grófi címet, ezért – hogy támogatókat szerezzen – Richilde feleségül ment William fitzOsbernhez. William azonban elesett az 1071-es casseli csatában, és Róbert ragadta magához a hatalmat; így Vilmos elvesztette a flamand támogatást. Róbert helyzetét tovább szilárdította, hogy I. Fülöp francia király a féltestvérét, Berthát vette feleségül.
A király 1071-re felszámolta az ellenállás maradékát is. Edwint a saját hívei elárulták és megölték, Hereward és Morcar a norfolki járhatatlan mocsárvidék közepén, Isle of Elyn rejtőzött, el, ahová Vilmos töltést építtetett. Hereward megszökött, Morcart azonban elfogták, megfosztották grófi címétől, és bebörtönözték. Vilmos 1072-ben Skóciára támadt, és legyőzte Malcolm skót király seregét; a támadással a korábbi észak-angliai skót betörést torolta meg. A két király megkötötte az abernethyi békét, aminek zálogául Vilmos túszként magánál tartotta Malcolm fiát, Duncant. A békekötés egyik feltétele az lehetett, hogy űzzék el a skót udvarból Edgart; a trónkövetelő Flandriába menekült. Vilmos ezután Normandiára fordította a figyelmét, és 1073 elején visszaverte Fulk le Rechin maine-i gróf betörését. Váratlan támadással elvette Le Manst a megszálló maine-iektől, 1073. március 30-ra pedig teljes győzelmet aratott.
Vilmos még 1073-ban visszatért Angliába, hazaküldte ottani seregét, majd ismét Normandiába utazott, ahol az egész 1074-es évet töltötte. Angliát kipróbált híveire, Richard fitzGilbertre, William de Warenne-re és Lanfrancra bízta. A helyzet konszolidációját mutatja, hogy egy egész évre ott merte hagyni királyságát. Ezalatt Edgar ismét Skóciába utazott, és a normannellenes I. Fülöp neki ígérte Montreuil-sur-Mer várát, ami kiinduló bázist teremtett volna neki az inváziós kísérletekhez. Edgar híveivel együtt Franciaországba indult, de hajója az angol partokra sodródott, és emberei nagy részét a helyi hatóságok elfogták. Ő visszajutott a skót udvarba, de Malcolm rábeszélte, hogy egyezzen ki Vilmossal. Edgar ezután egészen 1086-ig Vilmos udvarában maradt, ekkor pedig csatlakozott az Itáliában szerencsét próbáló normannokhoz.

### A grófok lázadása

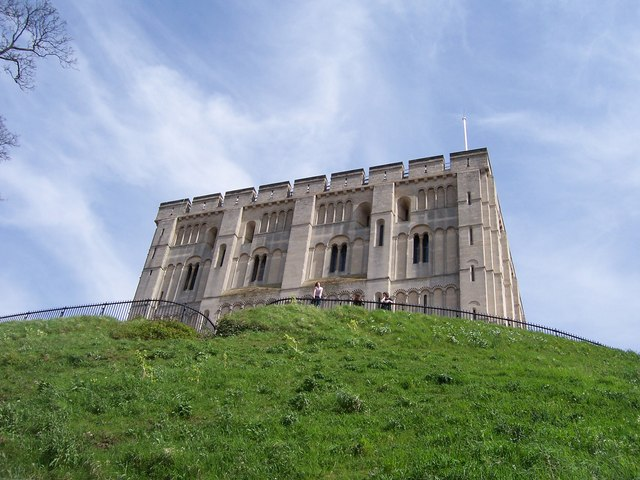
Norwich normann építésű vára

1075-ben, míg a király távol volt, Ralph de Gael norfolki és Roger de Breteuil herefordi gróf összeesküvést szervezett Vilmos megbuktatására. Ralph breton (vagy részben breton) volt, aki 1066-ig Bretagne-ban élt, és még mindig voltak ott birtokai. Roger William fitzOsbern fia volt, de kisebb tekintéllyel bírt, mint az apja.
A lázadás pontos oka nem ismert, de Ralph de Gael egy suffolki rokonának esküvőjén robbantották ki. Csatlakozott hozzájuk Waltheof gróf (aki Vilmos hívének számított) és néhány breton származású úr; ezenkívül Ralph a dánoktól is segítséget kért. Vilmos Normandiában maradt, angliai megbízottjai pedig hamar leverték a felkelést. Roger de Breteuilt Wulfstan worcesteri püspök és Æthelwig eveshami apát beszorította a herefordshire-i várába; Ralphot pedig Odo of Bayeux, Geoffrey de Montbray, Richard fitzGilbert és William de Warenne vette zár alá Norwich erődjében. Ralph feleségét hátrahagyva megszökött Norwichból, és Bretagne-ba menekült. Norwich végül megadta magát, a helyőrségnek megengedték, hogy gazdájuk után menjenek a kontinensre. Időközben 200 hajóval megérkezett a dán király testvére, Knut, de elkésett, mert a város addigra a királyhű erők kezére került. Vilmos 1075 végén Normandiát feleségére hagyva Angliába ment, hogy szembenézzen a dán fenyegetéssel, de azok némi fosztogatás után hazatértek. A király Winchesterben ünnepelte a karácsonyt, utána pedig felszámolta a lázadás maradékait. Roger és Waltheof tömlöcbe került, utóbbit pedig 1076 májusában lefejezték. Vilmos még a kivégzés előtt visszatért Normandiába, amelynek szomszédságában Ralph gróf még mindig szabadon szervezkedett ellene.

### Viszálya idősebb fiával
Ralph de Gael Dol-de-Bretagne várába vette be magát. Vilmos 1076 szeptemberében átlépte a bretagne-i határt, és ostrom alá vette az erődöt. A grófot Fülöp francia király segítette ki, aki seregével megfutamította a normann ostromlókat. Ez volt Vilmos első komoly veresége, de az erőviszonyokon nem változtatott. Fulk le Rechin 1076 végén vagy 1077-ben betört Maine-be, amit Vilmos visszavert, és maga a gróf is megsebesült a harcban. Komolyabb gondot jelentett, hogy a Vilmos-párti Simon de Crépy amiens-i gróf kolostorba vonult, és Vexin grófságát annak jogos hűbérurára, Fülöp királyra hagyta. Vexin addig kényelmes ütközőzónaként szolgált Normandia és a francia király birtokai között, ezután azonban közvetlenül határosak voltak egymással. Vilmos 1077-ben kibékült Fülöppel, és 1077 végén vagy 1078-ban Anjouval is békét kötött.
Ugyanebben az időben megromlott a Vilmos és legidősebb fia, Róbert közötti viszony. Orderic Vitalis szerint a viszály eredetileg Róbert és két öccse között kezdődött, többek között azért, mert azok lefröcskölték őt vízzel; azonban valószínűbb, hogy Róbert túlzottan háttérbe szorítva érezte magát. Orderic is leírja, hogy korábban kérte Maine és Normandia kormányzását apjától, aki azonban visszautasította. Az 1077 végi (vagy 1078-as) összeveszés végén Róbert fiatalemberekből (sokan közülük Vilmos híveinek fiai) álló csapatával elhagyta Normandiát. A Vilmos ellenségei által is segített csapat Rémalard várába vette be magát, és onnan intézett támadásokat Normandia ellen. Vilmos kiűzte őket a fészkükből, mire Fülöp király a rendelkezésükre bocsátotta Gerberoy várát, ahol további támogatók csatlakoztak hozzájuk. Vilmos 1079 januárjában ostrom alá vette az erődöt. Három hetes ostrom után apja katonáit meglepve Róbert kitört a várból. A krónika szerint Vilmost a saját fia lelökte a lóról, és ha egy angol nem menti meg, halálát lelte volna. Ezután kénytelen volt feladni az ostromot, és visszatért Rouenbe. 1080. április 12-én apa és fia kiegyezett egymással, és Vilmos megígérte, hogy halála után Róbert örökli Normandiát.

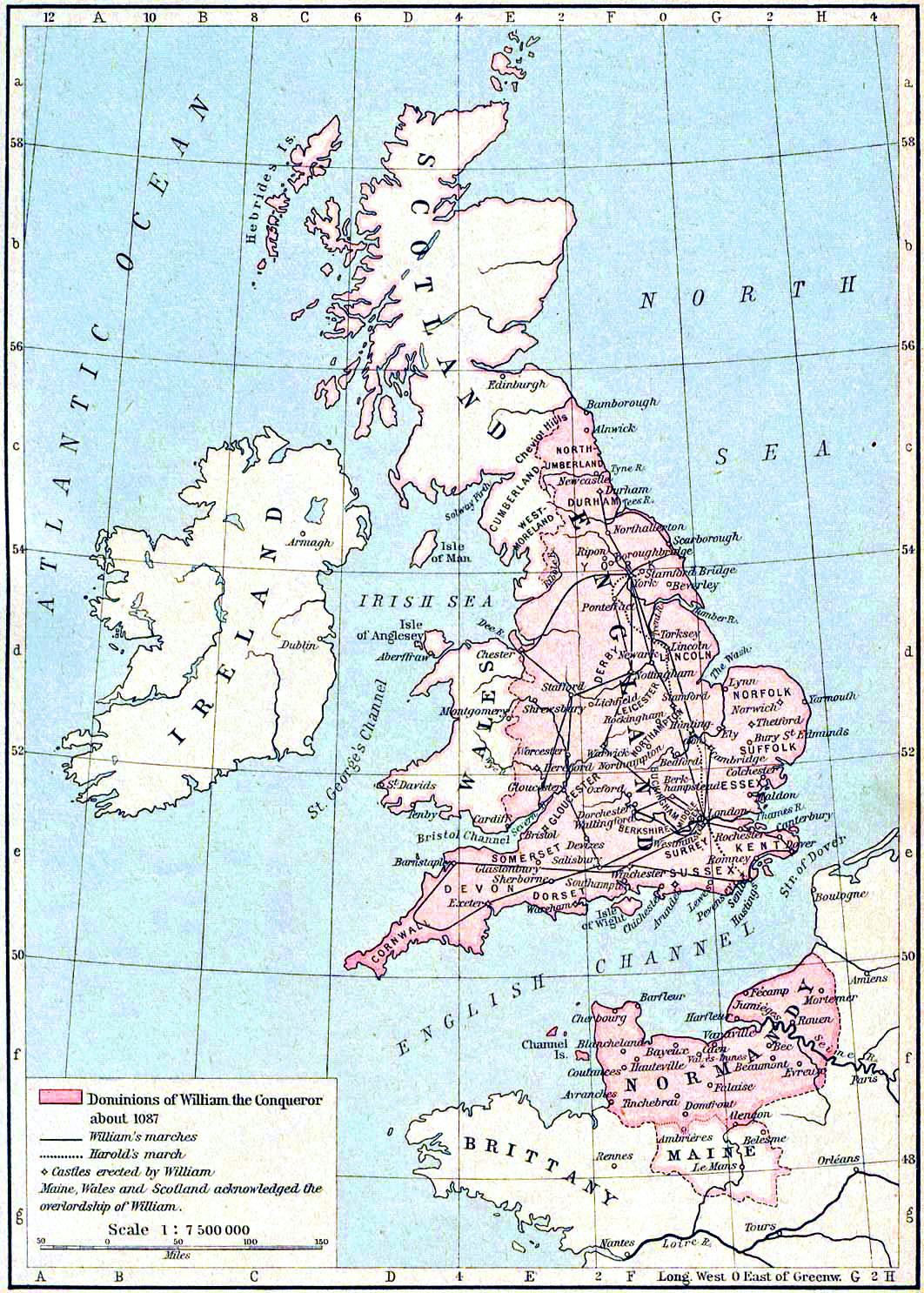
A Vilmos által ellenőrzött területek

Vilmos vereségeinek híre eljutott britanniai ellenségeihez is. Malcolm skót király 1079 augusztusában és szeptemberében betört Észak-Angliába, és egy hónapig dúlt és fosztogatott a Tweed és Tees folyó közén. A normann urak nem tettek semmit a skótok feltartóztatására, ezért 1080 tavaszán Northumbria lakossága fellázadt William Walcher durhami püspök ellen. Május 14-én a püspököt megölték (a felkelők elől egy templomba menekült, amit rágyújtottak), Vilmos pedig féltestvérét, Odót küldte a lázadás leverésére. Maga Vilmos 1080 júliusában kelt át Britanniába, ősszel pedig Róbert fiát küldte a skótok elleni büntetőhadjáratra. Róbert végigpusztította Lothiant, és Malcolm kénytelen volt elfogadni békefeltételeit. 1081 elején pápai követ érkezett Angliába, és arra kérte a királyt, hogy esküdjön hűséget a pápának, amit ő visszautasított. Ebben az évben Walesbe utazott, bár ennek céljáról eltérnek a források. Az Angolszász krónika szerint hadjáratot vezetett, a walesi források viszont azt írják, hogy St Davidsba tett zarándokutat. Az akkori zűrzavaros walesi politikai helyzetet tekintve az előbbi magyarázat valószínűbb. 1081 végén már ismét a kontinensen volt, hogy elbánjon a Maine-ben felmerült lázongással. Ide fegyveres erővel vonult be, de a helyzetet a pápai legátus közvetítésével, tárgyalással rendezték.

### Utolsó évei
Vilmos 1082 és 1084 közötti tetteiről kevés információ áll rendelkezésre. Ennek oka talán az, hogy főleg Normandiában tartózkodott, és az Angolszász krónikának nem volt mit feljegyeznie. 1082-ben ismeretlen okból elrendelte féltestvére, Odo elfogását. Orderic Vitalis később azt állította, hogy Odo pápa szeretett volna lenni, és hogy megpróbálta rávenni Vilmos vazallusait egy dél-itáliai hadjáratra. Vilmos talán ezt úgy értelmezte, hogy a háta mögött szervezkedett a neki hűséget esküdött urakkal. Odo egészen Vilmos haláláig fogságban maradt, de birtokait nem kobozták el. 1083-ban a francia király támogatásával ismét fellázadt Róbert. Újabb csapást jelentett, hogy 1083. november 2-án meghalt szeretett felesége, Matilda.
Maine továbbra is forrongott, 1084 körül fellázadt Hubert de Beaumont-au-Maine, akit Vilmos serege két éven át ostromolt Sainte-Suzanne várában, és végül kiegyeztek egymással. 1084-es és 1085-ös tevékenységei homályosak: 1084 húsvétján Normandiában tartózkodott, de lehetséges hogy valamivel korábban Angliában beszedte a IV. Knut dán király várható támadása miatt kirótt adót. A dán invázió miatt az angol és normann seregek készültségben maradtak, de az végül Knut 1086 júliusi halála miatt elmaradt.

## Uralkodása

### Angliai változások

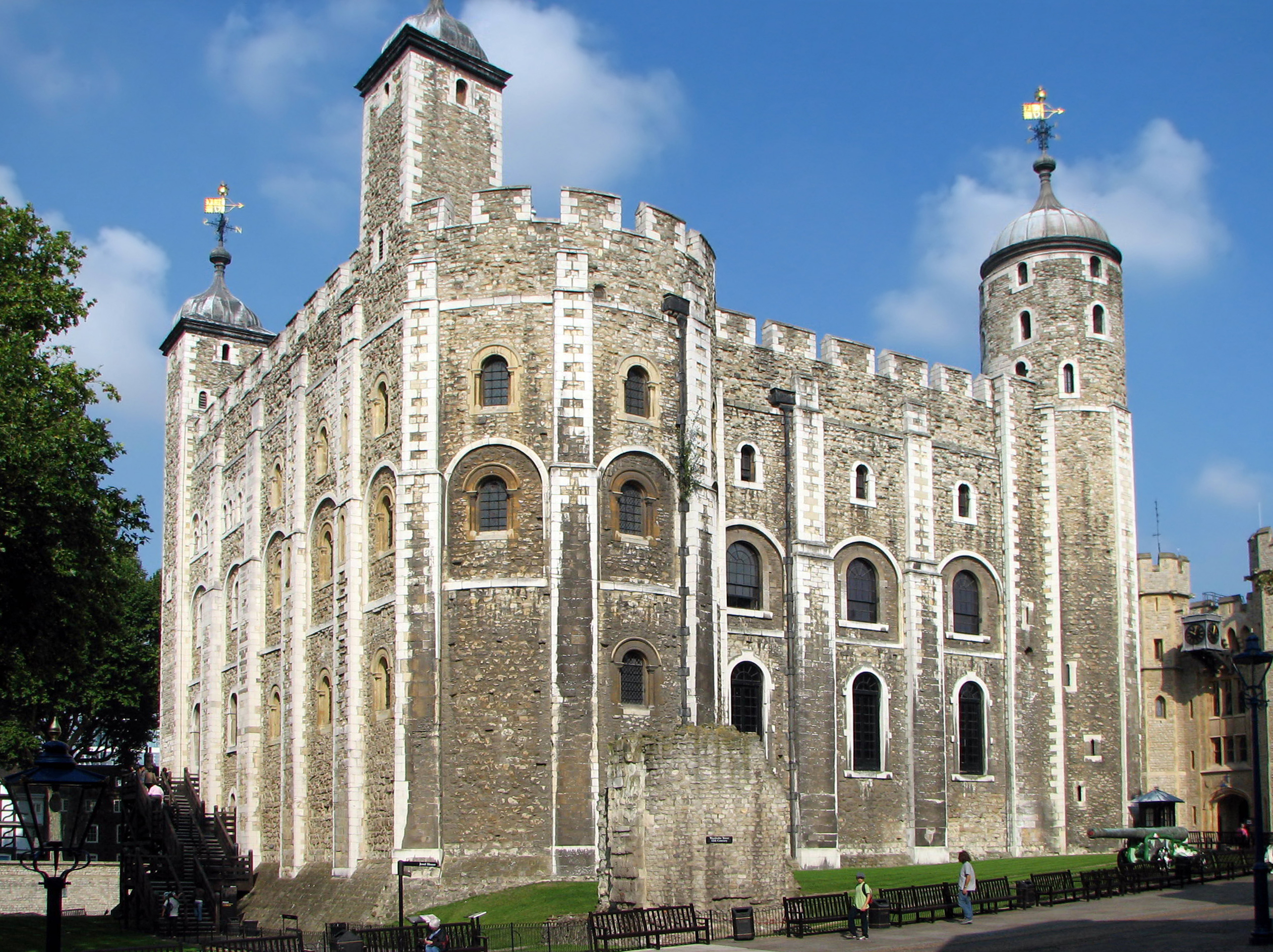
A londoni Tower Fehér tornya

Újonnan megszerzett királysága biztosítására Vilmos egy sor várat, erődöt, tornyot építtetett. Köztük volt a londoni Tower központi erődje, a White Tower (Fehér torony). A normannok ezekbe húzódhattak vissza ha az angolok fellázadtak, és ide szállásolták el a vidék ellenőrzését szolgáló helyőrséget. Az első erődök még fa- és földvárak voltak, amelyeket fokozatosan kőépületekkel váltottak fel.
Az újonnan betelepült normann urak eleinte még nem adták tovább birtokaikat a lovagjaiknak, de lassanként az udvari lovagok is földet kaptak, és kialakult a Nyugat-Európában szokásos hűbéri láncolat. Vilmos maga is előírta a főuraknak, hogy adott számú lovaggal járuljanak hozzá hadjárataihoz vagy őriztessék váraikat. Ez a fajta feudális hadseregszervezés eltért az angolszász hagyományoktól, amely adott földbirtok után felállítandó katonákkal számolt.
Vilmos uralkodásának végére a sorozatos lázadások eredményeképpen a korábbi angolszász nemesség nagyrészt normann és egyéb európai arisztokráciával cserélődött ki. Nem minden, Vilmos inváziójában résztvevő normann szerzett nagy földbirtokot Angliában. Sokan eleve vonakodtak megtelepedni egy forrongó országban. Az új arisztokrácia egy hányada Vilmos rokonságából vagy a normandiai nemesség felső rétegéből származtak, de sok újgazdag mágnás meglehetősen szerény háttérrel rendelkezett.
Malmesburyi Vilmos leírja, hogy a király 36 falut telepített ki, hogy létrehozza kedvenc vadászterületét, az Újerdőt (New Forest). A mai történészek szerint a kitelepítés leírása erősen túlzó: az Újerdő döntő hányada rossz termőföldre esik, és a régészeti leletek tanúsága szerint már azelőtt is ritkán lakott volt, hogy királyi vadaskertté nyilvánították. Vilmos nagyon szeretett vadászni, és törvényekkel szabályozta, hogy ki és milyen állatra vadászhat.

### Közigazgatás

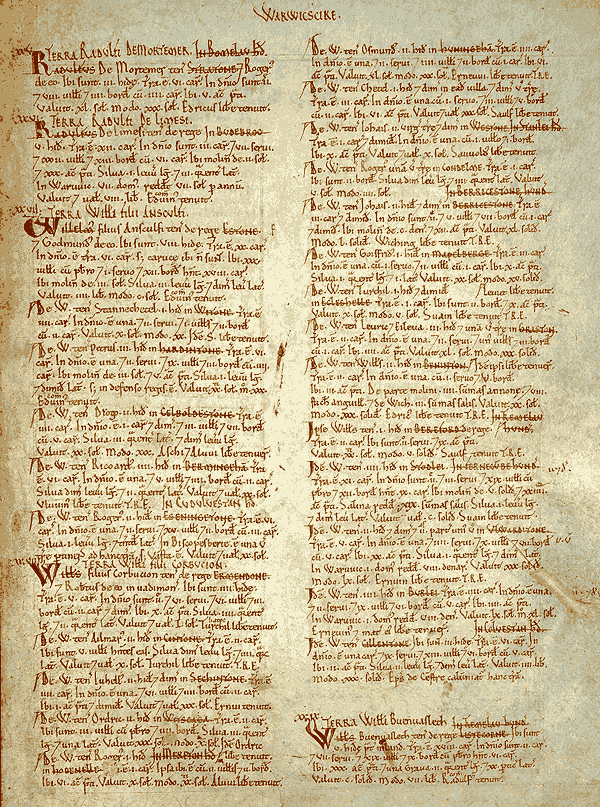
A Domesday Book egyik lapja

Vilmos nem törekedett arra, hogy hercegségéből és királyságából egységes törvényű államot hozzon létre. Normandiában elismerte, hogy a francia király hűbérese, Angliában azonban óvakodott hasonló kijelentést tenni. Normandia, Anglia és Maine külön közigazgatási rendszert tartott fenn, mindegyik a saját hagyományainak megfelelően. A normandiai oklevelek formátuma és szövegezése is különbözött az angolokétól.
Az angol közigazgatás bonyolultabb volt, mint a normann. Az angolszász Anglia shire-ekre (megyékre) oszlott, azok pedig hundredekre vagy wapentake-ekre voltak tovább osztva. A shire-ek élén a király által kinevezett sheriff állt, akinek rangja kb. a normann vikomtnak felelt meg. A sheriff felelt a törvények betartásáért és az adók beszedésért. Vilmos igen sokat utazott, hogy személyesen felügyelje országait. 1067-től haláláig legalább 19 alkalommal ingázott ide-oda Britannia és a kontinens között. 1066 és 1072 között ideje nagyobbik részét Angliának szentelte, majd amikor az ottani helyzet rendeződött, főleg Normandiában tartózkodott (1066–1072 között összesen 15 hónapot volt Normandiában. 1072 után 130 hónapot volt Normandiában és csak 40-et Angliában). A kormányzat központja mindig az az udvar volt, ahol tartózkodott: a másik országra vonatkozó döntéseit levélben közölte. A kisebb jelentőségű döntésekre helyetteseket jelölt ki, különösen ha hosszabb időre szándékozott távozni. A helyettes többnyire egyik családtagja – felesége, vagy Odo féltestvére – volt.
Vilmos továbbra is szedte a hagyományos angolszász földadót, a danegeldet (azért hívták így, mert eredetileg ebből fizették le a dán vikingeket, hogy ne támadják őket); ez volt ekkor Nyugat-Európában az egyetlen általános adó. Az évente fizetendő összeg nagysága a birtok kiterjedésétől függött, de mértéke változó volt: általában hide-enként (49 hektáronként) két shilling, ami háborús válsághelyzet esetén hat shillingre is emelkedhetett. Mindkét országban továbbra is a hagyományos pénzeket verték: az angol pennynek magasabb volt az ezüsttartalma, kidolgozottabb volt a mintája, és háromévente újraverték, míg a normann ezüstpénznél szinte soha nem volt újraverés. Angliában csak a helyi érmékkel lehetett fizetni, míg a kontinensen más országok valutáját is elismerték. Normandiából alig kerültek elő korabeli angol pennyk, ami arra utal, hogy nem is történt erőfeszítés a két pénzrendszer integrálására.
Az adó mellett Vilmos saját birtokai jövedelme fölött is rendelkezett. Eduárd örököseként az övé volt valamennyi korábbi királyi földbirtok. Elkobozta Harold és családtagjai földjeit is, amivel összességében messze ő volt a legnagyobb földbirtokos Angliában. A Domesday Book tanúsága szerint négyszer annyi területtel rendelkezett, mint a második leggazdagabb Bayeux-i Odo és hétszer annyival, mint a harmadik helyezett Roger de Montgomery.

### A Domesday Book
1085 karácsonyán Vilmos elrendelte, hogy az egész királyságban írják össze a földbirtokokat. Az összesített végeredmény Domesday Book néven ismeretes. A lista megyénként összegzi a birtokok nagyságát, az 1066 előtti és utáni birtokosát, értékét a rá kivetett adót és a legtöbb esetben a rajta élő parasztok számát, valamint az ekéket és egyéb fontos szerszámokat és erőforrásokat. A városokat külön listázza. Magába foglalja a Tees és Ribble folyóktól délre eső valamennyi angol megyét. A munka 1086. augusztus 1-jére elkészült, legalábbis az Angolszász krónika szerint Vilmos ekkor kapta kézhez, és valamennyi főúr ekkor újította meg hűbéri esküjét Salisburyben. Nem teljesen világos, hogy mi volt a király szándéka az összeírással, de valószínűleg a hűbéri kötelezettségek és adózás körülményeit akarta tisztázni vele.

## Halála

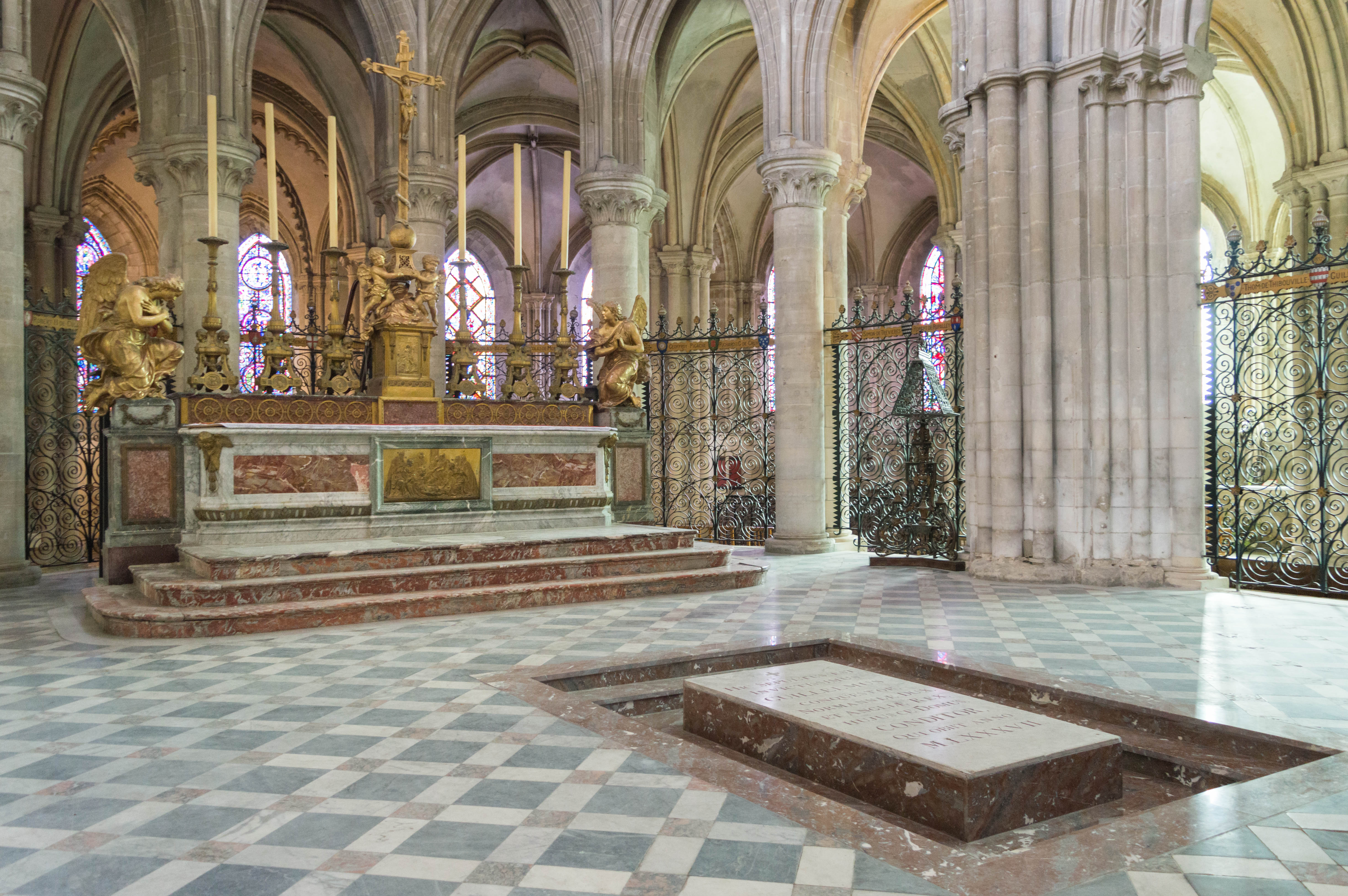
Vilmos sírja a caeni Abbaye-aux-Hommes-ben

Vilmos 1086 végén Normandiába utazott. Megérkezése után hozzáadta Constance lányát Alan breton herceghez; a házasság célja az volt hogy szövetségeseket gyűjtsön a francia király ellenében. A Fülöp királlyal még mindig szövetséges idősebbik fia, Róbert a jelek szerint ismét gondot okozott, mert Vilmos 1087 júliusában hadjáratot indított Vexinbe. Mantes ostrománál a király az ellentmondó források szerint megbetegedett, a nyereggombjába beakadva megsérült, illetve Rouenban leesett a lováról. A roueni Szent Gerváz-kolostorba vitték, ahol 1087. szeptember 9-én meghalt. Halálának körülményeiről két, egyaránt megbízhatatlan forrás számol be: Orderic Vitalis hosszú leírása a tényleges események helyett inkább azt mutatja meg, hogyan illik egy királynak meghalnia; a De Obitu Willelmi pedig egy 9. századi kézirat másolata, csak a neveket változtatták meg benne.
Vilmos Normandiát legidősebb fiára, Róbertre hagyta, az angol korona pedig második, életben lévő fiára, Vilmosra szállt. Harmadik, legfiatalabb fia, Henrik pénzt kapott. A fiatalabbik Vilmost szeptember 7-én vagy 8-án Angliába küldte egy Lanfrancnak szóló levéllel, amelyben fia támogatására szólította fel az érseket. Egyúttal adományokat osztott az egyháznak, elrendelte, hogy osszanak pénzt a szegényeknek, és szabadon engedte foglyait, többek között Odót is.
A király halálát zűrzavar követte; a halálos ágyánál álló főurak otthagyták a holttestet Rouenben, és saját ügyeik intézésére siettek. Mivel nem volt túl népszerű, senki nem vállalta a temetése megszervezését. A király holtteste egy kőlapon feküdt, majd lassan bomlásnak indult. Végül az egyház kérésére egy lovag vállalta, hogy elszállítja a testet Rouenből a temetésre kijelölt Caenbe (112 km). Itt Vilmos végakarata szerint az általa alapított Abbaye-aux-Hommes-ben temették el. A temetést – amelyen Henrik és a normandiai püspökök és apátok vettek részt – egy caeni polgár zavarta meg, aki azt állította, hogy azt a földet, amelyen az apátság állt, törvénytelenül vették el a családjától. Gyors vizsgálódás után kiderült, hogy igazat állít, és kompenzációt kapott. Amikor Vilmos testét le akarták ereszteni a sírba, kiderült, hogy az nem elég nagy. A holttestet megpróbálták beerőltetni a nyílásba, mire az felszakadt, és bűzével elárasztotta a templomot.
Vilmos sírját ma egy márványlapra írt 19. század elejéről származó felirat jelzi. 1087 óta többször is megbolygatták. Először 1522-ben a pápa utasítására nyitották fel, de a holttestet utána visszahelyezték a sírba. 1562-ben a francia vallásháborúk során a sírt kifosztották, Vilmos csontjait pedig szétszórták, csak egyik combcsontja maradt meg. Ezt 1642-ben új síremlékkel ismét eltemették, majd száz évvel később a síremléket egy szebben kidolgozottra cserélték. A francia forradalom során a sírt ismét szétverték, majd utána a máig meglévő új márványlappal helyettesítették. A sírban lévő combcsont általános vélekedés szerint eredeti, bár E. A. Freeman brit történész szerint az 1793-ban elveszett.

## Öröksége
Röviddel a király halála után Róbert és II. Vilmos összeveszett az örökségen. A fiatalabbik Vilmos 1100-ban meghalt, de a Normandia és Anglia közötti hadiállapot öccse és utóda, Henrik idején is fennállt, míg Henrik el nem fogta Róbertet az 1106-os tinchebrayi csatában. A vitatott örökösödés Normandiában aláásta a herceg tekintélyét, és az arisztokrácia visszaszerezte azt a korábbi hatalmát, amit még az idősebb Vilmos ragadott el tőle. Fiai Maine-t is elvesztették, amely 1089-ben fellázadt, és a későbbiekben jórészt sikerült elkerülnie a normandiai befolyást.
A normann hódítás mélyrehatóan megváltoztatta Angliát: Vilmos tevékenysége máig érezteti hatását az egyház és a nemesség szerveződésében, az angol kultúrában és a nyelvben egyaránt. Vilmos szoros kapcsolatokat hozott létre Franciaországgal, amelyek az egész középkor folyamán meghatároztak az angol politikát. Ezzel párhuzamosan elszakadtak a korábban meglévő, Angliát és Skandináviát összefűző szoros kapcsok. A középkori Anglia a régi angolszász és az új normann elemek keveredéséből jött létre. Ezek aránya máig vitatott, de vannak olyan (brit) vélemények is, miszerint Vilmos hódítása volt egész Európa legnagyobb hatású, egy emberhez köthető tette a Római Birodalom bukása és a 20. század között.
Vilmos megítélése már közvetlenül halála után is ellentmondásos volt. Poitiers-i Vilmos ékes szavakkal dicséri uralkodásának jótékony hatásait, míg az Angolszász krónika kimondottan elítélően ír róla. Az ezután következő évszázadokban a világi és egyházi politikusok saját szájízük és érdekeik szerint ítélték meg Vilmost.
I. Erzsébet korában Matthew Parker canterburyi érsek úgy vélte, hogy a normannok megrontották a tiszta angolszász egyházat, amelyet ő szeretett volna korábbi állapotában visszaállítani. A 17–18. században, valamint a 19. század elején a nacionalista történészek az angolszászokat elnyomó „normann igáról” beszéltek. Voltak, akik Vilmost Anglia nagyságának megalapozójaként, mások az angol történelem legnagyobb vereségének okozójaként értékelték. Egyesek az angol alkotmányos berendezkedés megalapozójaként, mások annak ellenségeként emlegették.

## Gyermekei
Vilmosnak és Flandriai Matildának legalább kilenc gyereke született. A fiúk születési sorrendje ismert, lányainak születési idejéről azonban egyetlen forrás sem tesz említést.
1. Róbert, született 1051-1054 között, meghalt 1134. február 10-én.[41] Normandia hercege, Conversanói Szibillát vette feleségül.[116]
2. Richárd, született 1056 előtt, meghalt 1075 körül.[41]
3. Vilmos, született 1056 és 1060 között, meghalt 1100. augusztus 2-án.[41] Anglia királya, vadászat közben meggyilkolták.[117]
4. Henrik, született 1068 végén, meghalt 1135. december 1-jén.[41] Anglia királya, feleségül vette III. Malcolm skót király lányát, Editet.
5. Adeliza (vagy Adelida), meghalt 1113 előtt, állítólag II. Harold jegyese, utána valószínűleg apáca a Saint Léger at Préaux-i zárdában.[118]
6. Cecília, született 1066 előtt, meghalt 1127-ben. A caeni Abbaye aux Dames zárda apátnője.[41]
7. Matilda[13][118] született 1061 körül, meghalt kb. 1086-ban.
8. Konstancia, meghalt 1090-ben. Feleségül ment IV. Alan breton herceghez.[41]
9. Adél, meghalt 1137-ben. Feleségül ment István blois-i grófhoz.[41]
10. (talán) Agáta, VI. Alfonz kasztíliai király jegyese. (Poitiers-i Vilmos ír arról, hogy két ibériai fivér, mindketten királyok, versengtek Vilmos lányának kezéért.[119] Egyes történészek szerint II. Sancho kasztíliai és II. Garcia galíciai uralkodókról és Sancho menyasszonyáról, Albertáról van szó.[120] Más forrás a vetélkedőket VI. Alfonz leóni és kasztíliai királlyal Robert Guiscard-ral azonosítja; Malmesburyi Vilmos és Orderic Vitalis szerint pedig Vilmos lánya Alfonz "galíciai királynak" volt a jegyese, de még az esküvő előtt meghalt. Orderic a lányt Agátának hívja és azt állítja, hogy korábban Haroldnak volt eljegyezve.[120] Viszont Orderic Gesta Normannorum Ducum-ában Harold jegyese (és Vilmos lánya) az Adelidis nevet viseli.[118] Egyes mai történészek elfogadják Alfonz menyasszonyaként Agátát,[120][121] míg mások szerint Adelizával keverik őt.[41])

Egy forrás sem ír arról, hogy Vilmosnak törvénytelen gyerekei lettek volna.

## Fordítás
- Ez a szócikk részben vagy egészben  a   William the Conqueror című angol Wikipédia-szócikk ezen változatának fordításán alapul.  Az eredeti cikk szerkesztőit annak laptörténete sorolja fel. Ez a jelzés csupán a megfogalmazás eredetét és a szerzői jogokat jelzi, nem szolgál a cikkben szereplő információk forrásmegjelöléseként.

| Előző uralkodó: II. Edgár | Anglia királya 1066 – 1087 | Következő uralkodó: II. Vilmos |